# Revolução de Sapoá
Revolução de Sapoá  (em castelhano:  Revolución de Sapoá) refere-se a uma incursão armada realizada contra o regime tinoquista em maio de 1919 que partiu da localidade fronteiriça da Nicarágua de mesmo nome.
Naquele momento, após o golpe de Estado de 1917, os irmãos Federico e José Joaquín Tinoco sustentavam um regime ditatorial na República da Costa Rica. Os múltiplos abusos e a repressão política levaram os opositores a se organizarem para fins bélicos.

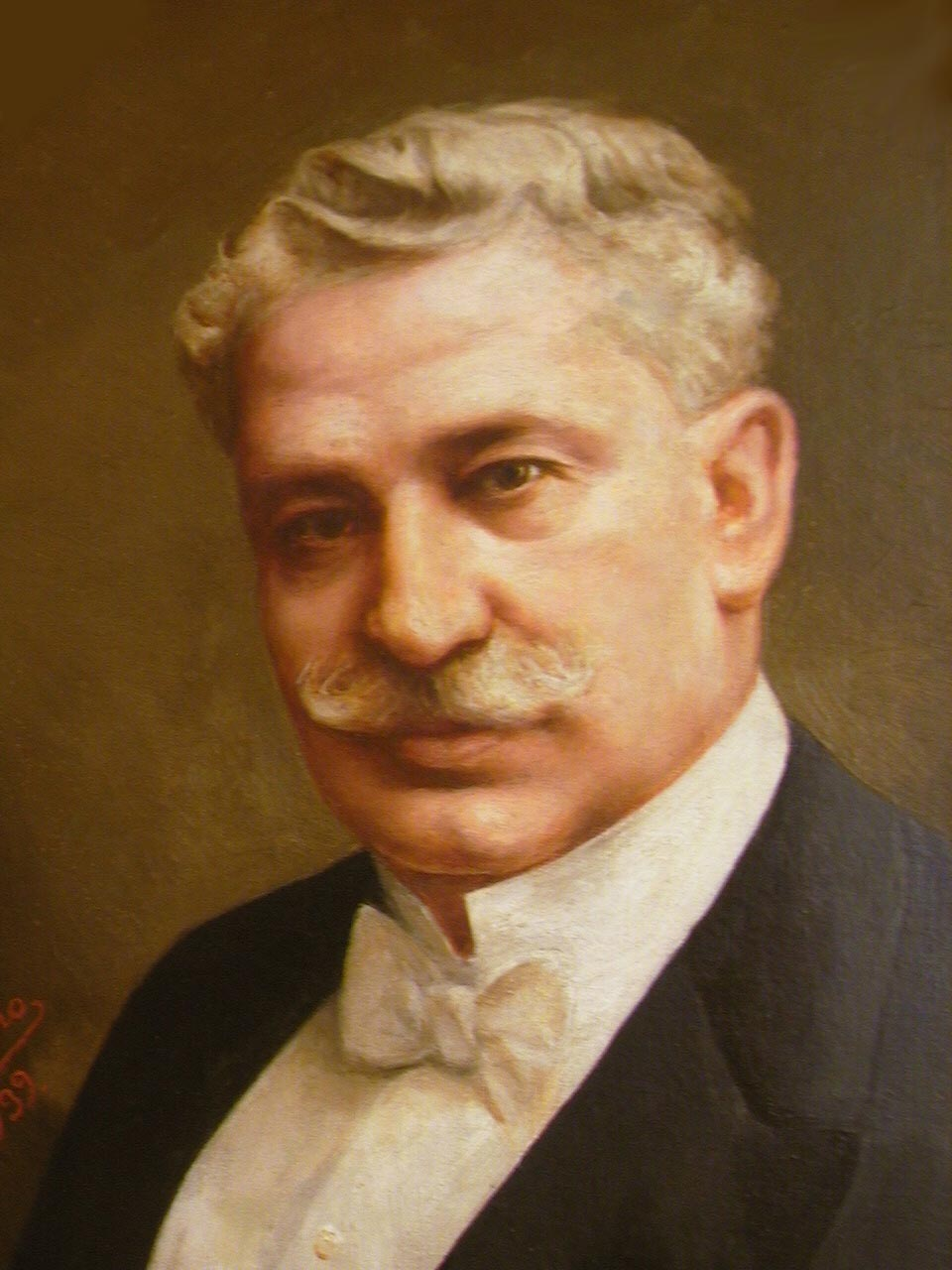
Julio Acosta García.

A rebelião foi organizada na Nicarágua pelo ex-padre e político Jorge Volio Jiménez e era composta por costarriquenhos, alguns nicaraguenses e hondurenhos. A primeira batalha é travada em Jobo com uma enorme desvantagem numérica já que são cerca de 800 homens contra as forças tinoquistas que mobilizaram cerca de 5.000 soldados, razão pela qual são derrotados e os prisioneiros (principalmente rapazes) são mortos após tortura, incluindo o salvadorenho Marcelino García Flamenco, que havia presenciado anteriormente o assassinato do poeta Rogelio Fernández Güell e denunciado na mídia panamenha e que lhe rendeu a ira do regime.
Após a morte de causas naturais de Volio, Julio Acosta García, de San Ramón, assume a liderança e comanda com êxito as futuras incursões que, juntamente com protestos populares e estudantis, levam ao colapso do regime.